# Words (Alesso e Zara Larsson)
Words è un singolo del DJ svedese Alesso e della cantante svedese Zara Larsson, pubblicato il 22 aprile 2022.

## Video musicale
Il video musicale, diretto da Jason Lester, è stato reso disponibile in concomitanza con l'uscita del brano attraverso il canale YouTube del DJ.

## Tracce
Testi e musiche di Alessandro Lindblad, Zara Larsson, Karen Ann Poole e Rebecca Claire Hill.
Download digitale
1. Words – 2:22

Download digitale – Alesso VIP Mix
1. Words (Alesso VIP Mix) – 5:28

## Formazione
- Zara Larsson – voce
- Alesso – produzione, missaggio
- Hampus Lindvall – produzione vocale
- Randy Merrill – mastering

## Classifiche

### Classifiche settimanali
| Classifica (2022-23) | Posizione massima |
| -------------------- | ----------------- |
| Belgio (Fiandre)     | 11                |
| Estonia              | 132               |
| Irlanda              | 24                |
| Lituania             | 38                |
| Norvegia             | 15                |
| Paesi Bassi          | 6                 |
| Polonia              | 6                 |
| Regno Unito          | 36                |
| Slovacchia           | 54                |
| Svezia               | 5                 |

### Classifiche di fine anno
| Classifica (2022) | Posizione |
| ----------------- | --------- |
| Belgio (Fiandre)  | 42        |
| Norvegia          | 26        |
| Paesi Bassi       | 35        |
| Svezia            | 14        |